# 人民报 (荷兰)
《人民报》（荷蘭語發音：[də ˈvɔlkskrɑnt]），或譯《民眾報》《國民日報》，是荷兰的早间日报。人民报成立于1919年，在全国范围内的日发行量约为250,000。

## 历史与简介

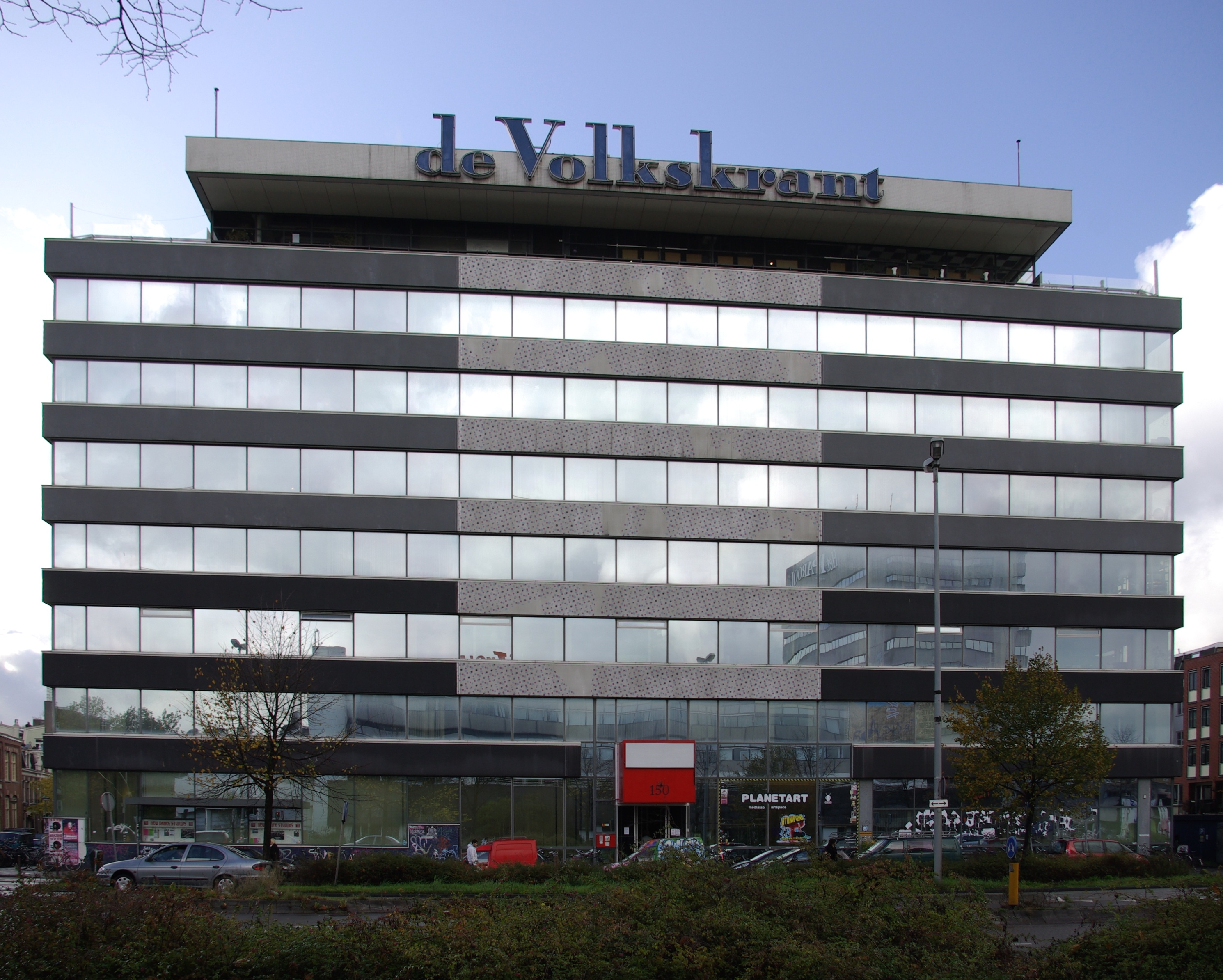
阿姆斯特丹东区的原总部

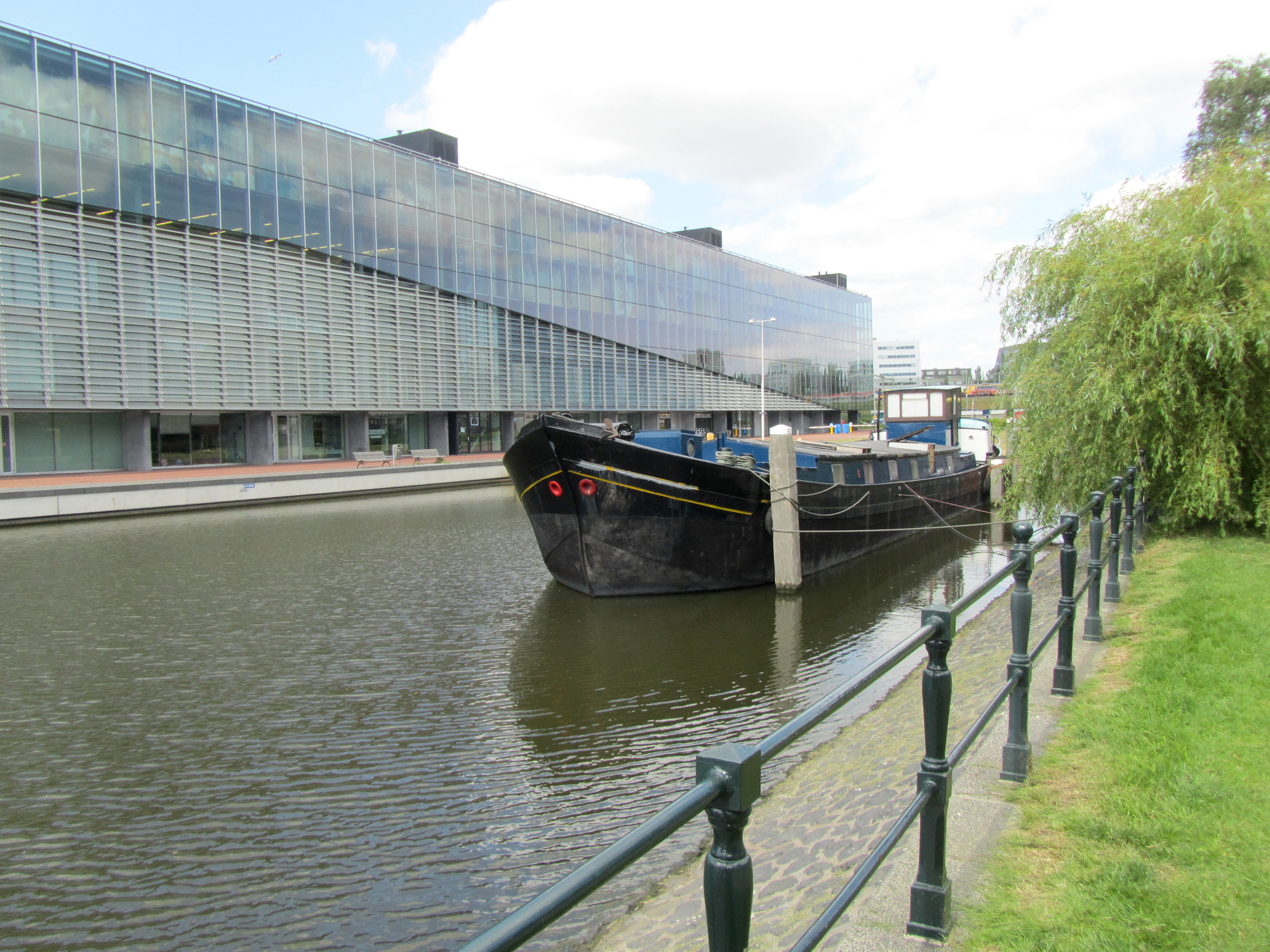
阿姆斯特丹中央区的现总部

《人民报》成立于1919年，自1921年起成为早间日报。《人民报》最初是罗马天主教报纸，与天主教人民党和天主教支柱紧密联系。该报于1941年暂停出版。 
1945年重新成立时，其办公室从登博斯迁至阿姆斯特丹。 该报在1960年代成为左翼报纸，但在1980年开始淡化立场。2006年8月23日，《人民报》发行了第25,000版。 
2010年，Pieter Broertjes结束了20年的总编任期。2013年，《人民报》在全国性报纸类别中荣获“年度欧洲报纸奖”。

## 所有权
《人民报》是PCM Uitgevers NV集团的一部分，后者也是出版公司，该公司还拥有《新鹿特丹商业报》、《每日汇报》和《忠诚报》。 
2009年，PCM Uitgevers集团被比利时出版公司De Persgroep接管。 

## 免费报纸
2006年10月，《人民报》宣布打算开始出版针对年轻人的免费报纸。它的竞争对手是《都市日報》和《Sp!ts》，二者是另外两家免费的日报。但是，PCM集团没有为此计划提供许可，因此必须撤回该计划。相反，PCM集团打算与投资者马塞尔·布克霍恩一起制作免费报纸，尽管PCM集团后来退出了该项目，而布克霍恩则利用他自己的资源开始推出免费日报《De Pers》。一年后，PCM集团开始推出自己的免费报纸《DAG》，其在一年的短期寿命后开始走向数字化。 

## 发行量
《人民报》在2001年的日发行量为335,000份。2002年，该纸的日发行量为326,000份，而到了2011年则减少至约235,000份，尽管如此，该报仍是荷兰的第三大报纸，仅次于《电讯报》和《每日汇报》。此后，该纸的发行量大减。

## 字体
自2006年12月2日起，Gerard Unger（2006）创作的Capitolium News字体一直是《人民报》主要使用的字体。     

## 外部連結
维基共享资源上的相關多媒體資源：人民报
- 官方网站 （荷兰语）